# Neuperlach Süd metróállomás
A Neuperlach Süd egy metróállomás Németországban, a bajor fővárosban, Münchenben a müncheni metró U5-ös vonalán.

## Metróvonalak
Az állomást az alábbi metróvonalak érintik:
- München-Giesing–Kreuzstraße-vasútvonal
- U5

## Kapcsolódó állomások
A metróállomáshoz az alábbi állomások vannak a legközelebb:
- Therese-Giehse-Allee (Laimer Platz, U5)
- München-Perlach station
- Neubiberg station (Kreuzstraße station)

## Útvonal
| Vonal | Állomások |
| ----- | --- |
| U5    | Laimer Platz – Friedenheimer Straße – Westendstraße – Heimeranplatz – Schwanthalerhöhe – Theresienwiese – Hauptbahnhof – Karlsplatz (Stachus) – Odeonsplatz – Lehel – Max-Weber-Platz – Ostbahnhof – Innsbrucker Ring – Michaelibad – Quiddestraße – Neuperlach Zentrum – Therese-Giehse-Allee – Neuperlach Süd |

## Átszállási kapcsolatok
| Állomás        | Átszállási kapcsolatok                              |
| -------------- | --------------------------------------------------- |
| Neuperlach Süd | 195 , 196 , 199 , 210 , 212 , 217 , 222 , 229 , 411 |